# The California Reich
Pour plus de détails, voir Fiche technique et Distribution.
The California Reich est un film américain réalisé par Keith Critchlow et Walter F. Parkes, sorti en 1975.

## Synopsis
Le film s'intéresse aux mouvements néonazis aux États-Unis. On y voit notamment Irv Rubin, président de la Jewish Defense League qui confronte des néonazis.

## Fiche technique
- Titre : The California Reich
- Réalisation : Keith Critchlow et Walter F. Parkes
- Musique : Craig Safan
- Montage : Keith Critchlow et Walter F. Parkes
- Production : Keith Critchlow et Walter F. Parkes
- Société de production : City Life Films et YASNY Productions
- Société de distribution : Intercontinental Releasing Corporation (États-Unis)
- Pays :  États-Unis
- Genre : Documentaire
- Durée : 55 minutes
- Dates de sortie : 
  -  États-Unis : 1975

## Distinctions
Le film a été nommé à l'Oscar du meilleur film documentaire.